# 越前市万葉中学校
越前市万葉中学校（えちぜんしまんようちゅうがっこう）は、福井県越前市西尾町48-18にある公立の中学校である。略称は万中（まんちゅう）。

## 概要
校区再編で味真野、北日野、北新庄の３つの小学校区の生徒が集まり、1996年（平成8年）4月に万葉中学校の竣工式、開校式を挙行し、創立された。

### 校名
味真野地区では奈良時代に中臣宅守が一時滞在していた時期があり、その相聞歌が収録されている万葉集が校名の由来となっている。

## 沿革
- 1992年　新校舎の建設地が西尾町に決定
- 2005年　開校10周年記念式典を挙行
- 2007年　市社会福祉協力校（平成19･20･21年度）
- 2008年　小中連携教育推進事業推進校（平成20･21･22年度）
- 2012年　英語力を強化する指導改善の取り組み協力校（平成24･25年度）
- 2015年　開校20周年記念式典を挙行

## 部活動

### 運動部
- 野球部
- 陸上部
- サッカー部
- バドミントン部
- 男子卓球部
- 男子バスケットボール部
- 女子バレーボール部
- 女子テニス部

### 文化部
- 吹奏楽部
- 美術部
- JRC部

## 学区
越前市味真野小学校、越前市北日野小学校及び越前市北新庄小学校通学区域全域
（帆山町は，当校又は越前市武生第三中学校）

## 校歌
～羽ばたきのとき～
作詞：武鹿悦子
作曲：湯山 昭

## 周辺施設
- 仁愛大学
- 武生東運動公園